# Ralph Rose
Ralph Waldo Rose (né le 17 mars 1885 à Healdsburg (Californie) - mort le 16 octobre 1913 à San Francisco) était un athlète américain. Aux Jeux olympiques d'été de 1904 à Saint Louis, il est devenu (et reste à ce jour) le plus jeune champion olympique du lancer du poids. Quatre ans plus tard à Londres, il défend victorieusement son titre.

## Carrière
Athlète de 2 m et de 113 kg, Rose fut le premier athlète à lancer un poids à plus de 15,25 mètres. Son record du monde à 15,54 m (1909), tint pendant plus de 16 ans. En 1904, alors qu'il était étudiant à l’Université du Michigan, il remporta la compétition au lancer du poids et au lancer du disque lors du championnat des « Big Ten ». Il s'inscrivit ensuite à l’Olympic Club de San Francisco et sous la bannière de ce club, devait remporter sept fois le titre national de l’Amateur Athletic Union au lancer du poids, lancer du disque et lancer du javelot. Rose prit part à trois olympiades, et remporta au total trois médailles d'or, deux médailles d'argent et une médaille de bronze. Lors des Jeux olympiques d'été de 1904 de Saint-Louis (Missouri), il remporta la médaille d'or au lancer du poids, fut second au lancer du disque, troisième au lancer du marteau et sixième au lancer du poids de 25 kg. 
Aux Jeux olympiques d'été de 1908 à Londres, il emporta de nouveau la compétition au lancer du poids, mais créa un incident à la cérémonie d’ouverture : en tant que porte-drapeau de la délégation américaine, il refusa d'incliner le drapeau américain devant la tribune du roi Édouard VII, à la requête d'une majorité d'athlètes américains d'ascendance irlandaise ; interrogé sur ce point, l'un des athlètes, Martin Sheridan, justifia cette attitude par le commentaire évasif « ce drapeau ne s'incline devant aucune puissance terrestre » (This flag dips to no earthly king). Les décisions des juges britanniques, parfois défavorables aux athlètes américains au cours de ces jeux, furent mises par la presse et les porte-paroles américains sur le compte de la rancune, bien qu'il n'y ait aucune preuve que le public britannique ait été choqué par l’affaire du drapeau. Le commentaire de Sheridan n'est pas non plus clairement attesté dans les témoignages d’époque : il ne fut publié qu'en 1952.
Rose prit aussi part à l'épreuve du tir à la corde mais perdit.
Aux Jeux olympiques d'été de 1912 à Stockholm, il remporta l'épreuve du lancer à deux mains (avec un total à 27,70 m avec le bras droit et le bras gauche), prit la seconde place au lancer du poids, fut neuvième au lancer du marteau et onzième au lancer du disque.
Il fut emporté à 28 ans par la fièvre typhoïde.

## Palmarès

### Jeux olympiques
- Jeux olympiques 1904 à Saint Louis ( États-Unis) 
  -  Médaille d'or au lancer du poids
  -  Médaille d'argent au lancer du disque
  -  Médaille de bronze au lancer du marteau
  - 6e au lancer du poids (25,4 kg)
- Jeux olympiques 1908 à Londres ( Royaume-Uni) 
  -  Médaille d'or au lancer du poids
  - 5e au tir à la corde
- Jeux olympiques 1912 à Stockholm ( Suède) 
  -  Médaille d'argent au lancer du poids
  -  Médaille d'or au lancer du poids des deux mains
  - 11e au lancer du disque
  - 8e au lancer du marteau